# 아찌 아빠
"아찌 아빠"는 1995년에 개봉한 대한민국의 영화이다.

## 캐스팅
- 최민수 : 영수 역
- 심은하 : 유리 역
- 강신범
- 신성일
- 박재훈
- 김일우
- 나갑성
- 박세범
- 남포동
- 기주봉
- 국정환
- 조학자
- 길달호
- 김경란
- 김정은